# Мария Габриела Баварска
Мария Габриела Матилда Изабела Антоанета Сабина Баварска (на немски: Marie Gabriele Mathilde Isabella Antoinette Sabina Herzogin in Bayern; * 9 октомври 1878, Тегернзе; † 24 октомври 1912, Соренто, Италия) от рода Вителсбахи, е херцогиня и принцеса от Бавария и чрез женитба трон-принцеса на Бавария.

## Биография
Дъщеря е на херцог Карл Теодор Баварски (1839 – 1909) и втората му съпруга инфанта Мария-Жозе де Браганса (1857 – 1943), дъщеря на португалския крал Мигел I (1802 – 1866) и принцеса Аделхайд фон Льовенщайн-Вертхайм-Розенберг (1831 – 1909). Леля ѝ Елизабет Баварска (Сиси) (1837 – 1898) е съпруга на австрийския император Франц Йозеф I (1830 – 1916). Нейната сестра Елизабет Габриела (1876 – 1965) се омъжва 1900 г. за крал Алберт I от Белгия.
Мария Габриела Баварска се омъжва на 10 юли 1900 г. в Мюнхен за тронпринц Рупрехт Баварски (* 18 май 1869; † 2 август 1955), най-големият син на последния баварски крал Лудвиг III Баварски (1845 – 1921) и ерцхерцогиня Мария Тереза Австрийска-Есте (1849 – 1919).
- Мария Габриела Баварска,
 ок. 1900
- Мария Габриела и Рупрехт Баварски

Те се установяват в Бамберг. През 1903 г. пътуват до Индия, Китай и Япония и се връщат през САЩ обратно. В Япония Мария Габриела се разболява и след завръщането ѝ е оперирана от апендицит.
Мария Габриела Баварска умира на 34 години на 24 октомври 1912 г. в Соренто, Италия, от бъбречна недостатъчност. Погребана е в гробницата на Театинската църква в Мюнхен при умрелите си деца.

## Деца
Мария Габриела Баварска и Рупрехт Баварски имат пет деца:
- Луитполд Максимилиан Лудвиг Карл (* 8 май 1901, Бамберг; † 27 август 1914, Берхтесгаден, погребан в Мюнхен)
- Ирмингард Мария Тереза Жозе Цецилия Аделхайд Михаела Антония Аделгунда (* 21 септември 1902, Бад Кройт; † 21 април 1903, Тегернзе, погребана в Мюнхен)
- Албрехт Луитполд Фердинанд Михаел (* 3 май 1905, Мюнхен; † 8 юли 1996, дворец Берг близо до Щарнберг), херцог на Бавария, Франкен и Швабия 2 август 1955, наследствен принц на Бавария 27 август 1914, пфалцграф при Рейн, женен I. на 3 септември 1930 г. в Берхтесгаден за графиня Мария Драскович фон Тракостян (* 8 март 1904; † 10 юни 1969), II. на 22 април 1971 г. в Мюнхен за графиня Мари-Женке (Евгения) Кеглевич фон Буцин (* 23 април 1921; † 5 октомври 1983)
- дъщеря (*/† декември 1906)
- Рудолф Фридрих Рупрехт (* 30 май 1909, Мюнхен; † 26 юни 1912, дворец Нимфенбург, Мюнхен, погребан в Мюнхен)

Рупрехт Баварски се жени втори път 1921 г. за принцеса Антония Люксембургска (1899 – 1954).